# زردالی (کوزان)
زردالی (به ترکی استانبولی: Zerdali) یک منطقهٔ مسکونی در ترکیه است که در قوزان (ترکیه) واقع شده‌است.